# Північна Румайла – Хадіта – Аль-Каім
Північна Румайла – Хадіта – Аль-Каім – трубопровід, прокладений в Іраку вверх по течії Євфрату.
На півдні Іраку разом з нафтою видобувають велику кількість попутного газу, для утилізації якого на родовищі Північна Румайла спорудили ГПЗ потужністю біля 2 млрд. м³ підготованого газу на рік. Його продукція направлялась до західного Іраку по газопроводу діаметром 450 мм, що повторював маршрут Іракського стратегічного трубопроводу, спорудженого в 1975 році для експорту нафти. Це дозволяло використовувати природний газ як паливо для насосних станцій нафтопроводу.
В районі Хадіти до траси зі сходу приєднувався газопровід з району Кіркуку.
Протранспортоване по трубопроводу блакитне паливо використовувалось для роботи цементних заводів в Самаві, Наджафі, Рамаді та Аль-Каімі, а також НПЗ в Самаві та Рамаді. Найбільшим же споживачем виступав введений в дію у 1984 році комплекс з виробництва фосфорних добрив у Аль-Каімі, який переробляв руду родовища Акашат. Планувалось також спорудити тут новий завод азотних добрив, проте події, що настали за вторгненням Іраку до Кувейту в 1990 році, завадили реалізації проекту. 